# دان ر. ماكدونالد
دان ر. ماكدونالد هو عازف كمان ‏ كندي، ولد في 1911 في Port Hood, Nova Scotia ‏ في كندا، وتوفي في 1976 في إينفيرنيس، نوفا سكوشا ‏ في كندا.

## وصلات خارجية
- دان ر. ماكدونالد على موقع ميوزك برينز (الإنجليزية)
- دان ر. ماكدونالد على موقع ديسكوغز (الإنجليزية)